# Alchemilla fontinalis
Alchemilla fontinalis är en rosväxtart som beskrevs av Sergei Vasilievich Juzepczuk. Alchemilla fontinalis ingår i släktet daggkåpor, och familjen rosväxter. Inga underarter finns listade i Catalogue of Life.